# 上海北駅

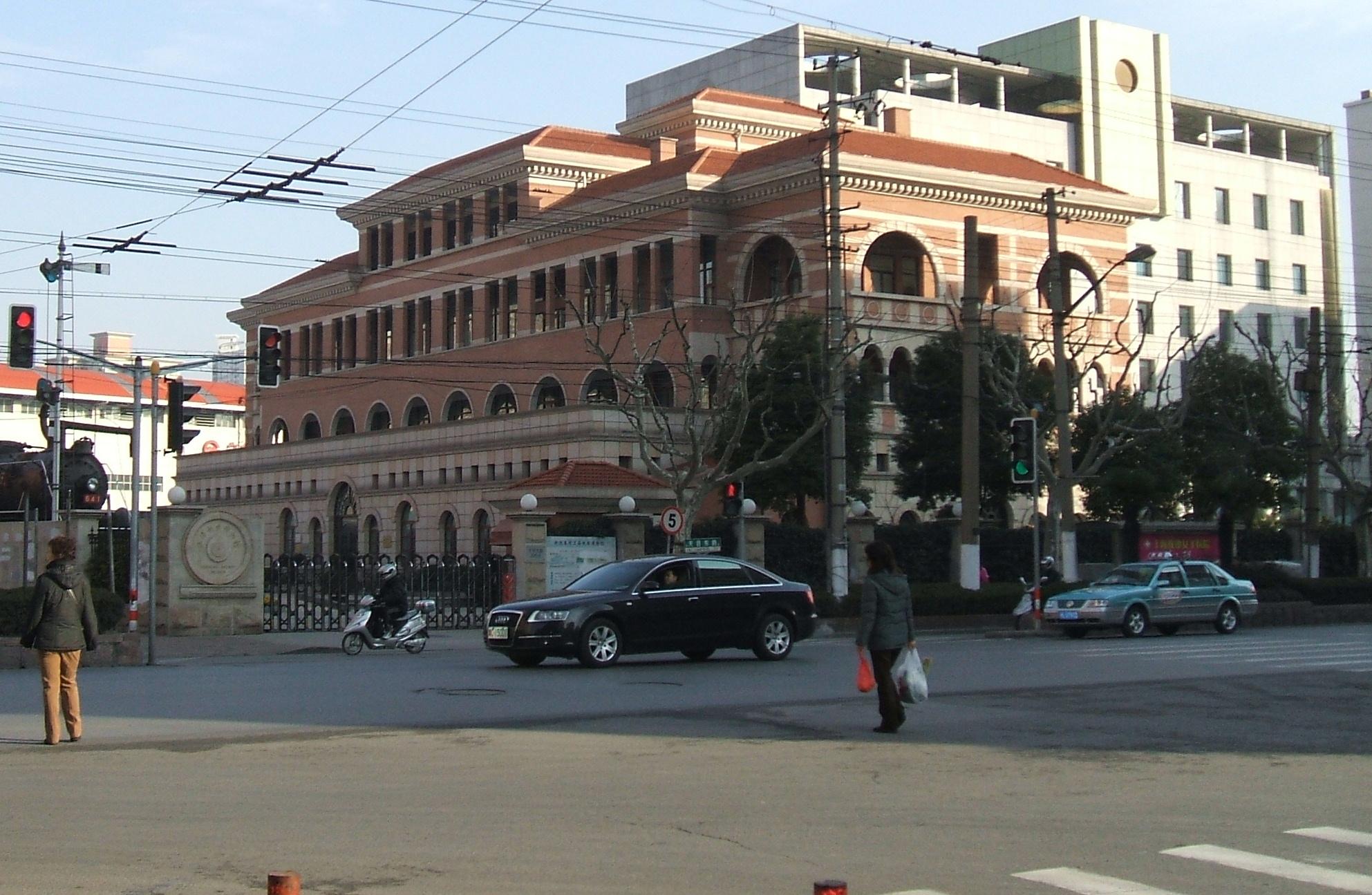
博物館になった上海北駅の外観（2007年）

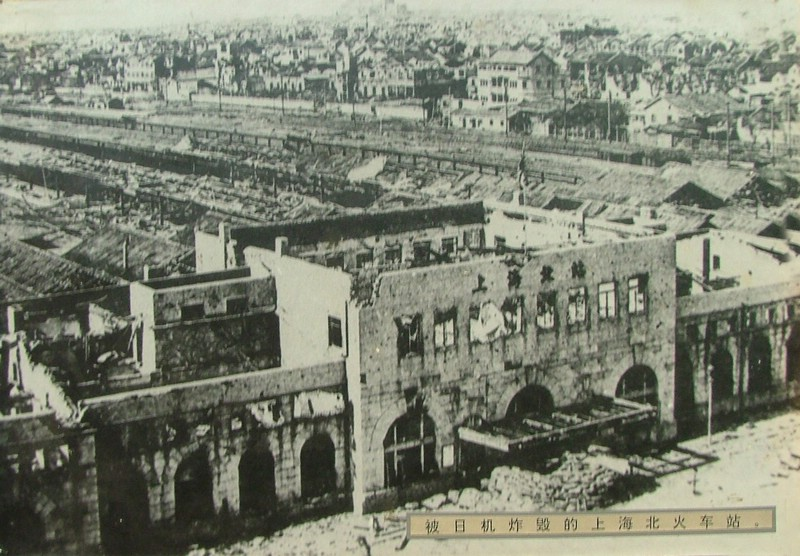
廃墟になった上海北駅（1937年）

上海北駅(シャンハイきたえき)は、中華人民共和国上海市閘北区（現・静安区）にあった鉄道駅である。1909年に開業した際は「上海駅」と呼ばれていた。1987年に廃止され、かつての駅舎は2004年に開設された上海鉄路博物館として使用されている。

## 概要
1909年に上海駅として開業したが1916年に上海北駅と変更された。駅舎は英国によって設計された4階建の西洋風建築物であった。ただし度々戦乱による破壊を受けており1932年に第一次上海事変で日本軍によって破壊され、再建された建物は1937年に日中戦争で破壊された。戦後1950年に完全に修復されたが、1987年に新しい上海駅が開業し、上海北駅付近にあった淞滬線（現在の上海軌道交通3号線）が廃止されたため、駅も廃止になった。

## 現状
かつての上海北駅から機関区を挟んで反対側に上海軌道交通宝山路駅が開業している。またかつての駅舎は上海鉄路博物館として利用されている。